# Hanriot HD.1
El Hanriot HD.1 fue un caza monoplaza francés de la Primera Guerra Mundial. Rechazado del servicio con los escuadrones franceses del Armée de l'air en favor del SPAD S.7, el modelo fue utilizado por la Aviation Militaire Belge y el Corpo Aeronautico Militare con quienes probó ser altamente exitoso.

## Diseño, historia y desarrollo
El primer diseño de Hanriot fue el caza monoplaza HD.1, cuyo prototipo realizó su primer vuelo en junio de 1916.
René Hanriot ya había estado relacionado previamente con la aviación, tanto construyendo como pilotando aviones, y creó su propia empresa después de estallar la I Guerra Mundial. Produjo bajo licencia una serie de monoplanos pioneros durante la preguerra, pero eventualmente construyó bajo licencia algunos tipos de aviones, principalmente el biplano de reconocimiento Sopwith 1 ½-Strutter de diseño británico.
El modelo, diseñado por Emile Dupont era un caza biplano convencional con la apariencia general del Sopwith, siendo de construcción sólida y ligera, combinaba líneas limpias con una carga alar ligera. En particular el uso del mismo arreglo del puntal de cabina “1½” (o "W") que el Sopwith de dos asientos. Contaba con un ala inferior plana en tanto el ala superior tenía una curvatura pronunciada. En conjunto, el HD.1 era un pequeño avión de excelente acabado, como se comprobó en los vuelos de prueba. Estaba construido principalmente en madera con revestimiento textil, aunque los estabilizadores horizontales tenían estructura de tubos metálicos y la sección delantera del fuselaje estaba recubierta con chapa de duraluminio. 
Con la potencia de los 110 cv de su motor rotativo Le Rhône 9J no era especialmente rápido, pero sí muy maniobrable y ganó popularidad entre sus pilotos con un avión seguro y placentero de volar. Para lograr un rápido ascenso y una buena altitud se restringió el armamento a una sola ametralladora Vickers con mecanismo de sincronización con la hélice, a pesar de que se podían instalar dos de estas armas como ocasionalmente sucedió. La ametralladora era montada al frente y a un lado de la cabina del piloto, lo que era muy conveniente en caso de aterrizajes forzosos, una característica inusual pero bienvenida.
Los belgas, que combatían junto a los franceses pero que estaban ansiosos de adquirir nuevos equipos, y los italianos que acababan de entrar en guerra buscaban un caza monoplaza y ambos países se decidieron por el HD.1.

## Producción y carrera operacional
El nuevo modelo fue ordenado como un posible reemplazo para el Nieuport 17, pero se convirtió en “sobrante” cuando se decidió reemplazar los Nieuport con el SPAD S.VII en la servicio aéreo francés. 

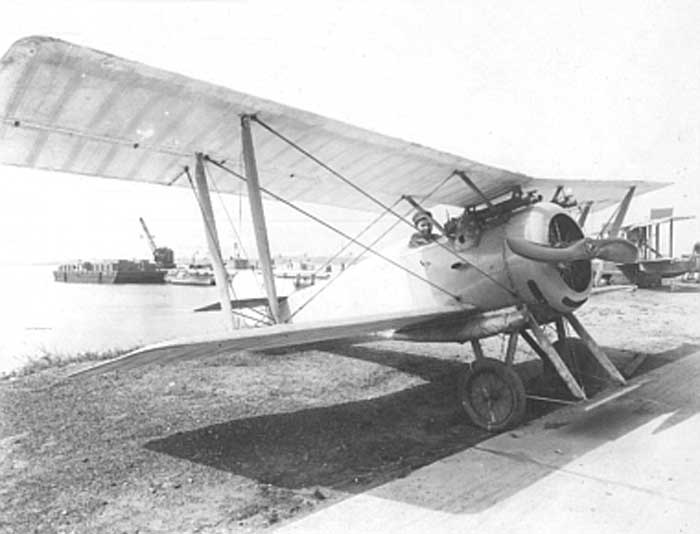
HD.1 de la US Navy con hydrovance y bolsas de flotación usado para pruebas a bordo del US Mississippi en 1919.

Como resultado de las recomendaciones de la misión militar italiana en París, un pequeño número de HD.1 fueron exportados a Italia, donde el consorcio Macchi comenzó la fabricación bajo licencia en noviembre de 1916. Se cree que la aviación militar italiana recibió unos 100 aparatos de construcción francesa, mientras que Macchi construyó un total de 901 ejemplares, 70 de ellos después de las hostilidades. Por su parte, los belgas habían adquirido 125 HD.1 construidos en Francia a partir de agosto de 1917. Fuentes francesas indican que la producción total de HD.1 alcanzó los 1.145 aparatos.
El HD.1 poseía buenas características generales y una excelente maniobrabilidad. Sin embargo, el armamento no resultaba satisfactorio y la planta motriz era de escasa potencia. Posteriormente a finales de 1917; los HD.1 fueron remotorizados con los rotativos Le Rhöne 9Jb de 120 cv o Gnome Monosoupape de 150 cv. También existen noticias sobre un aparato experimental equipado con un motor Le Rhöne de 170 cv. Por lo que respecta al armamento, la ametralladora Lewis fue reposicionada en el centro del fuselaje delantero, con resultados más satisfactorios. Se efectuaron experimentos en un aparato con instalación de ametralladoras de mayor calibre o con afustes dobles, pero se consideró que las ventajas en potencia de fuego que proporcionaban no compensaban la limitación en prestaciones que causaban.
La Aviation Militaire Belge reequipó su 1.ª Escadrille con HD.1 a finales del verano de 1.917. Sus pilotos se mostraron reacios a adoptar un modelo no experimentado en lugarde sus apreciados Nieuport, pero el teniente Willy Coppens, el principal As belga de la guerra que fue el primer oficial en volar con el nuevo aparato, se mostró tan favorablemente impresionado que su entusiasmo se contagió rápidamente a sus colegas. Pronto fueron equipadas otras escuadrillas con el nuevo modelo, permaneciendo en servicio hasta 1926 con la 7ª Escadrille basada en Nivelles.
En agosto de 1917 algunos HD.1 estaban ya encuadrados en la 76.ª Squadriglia italiana, y fue usado para reemplazar no solamente los Nieuport sino que además los SPAD a su servicio. Al finalizar la I Guerra Mundial otras 12 squadriglie enfrentadas a los austríacos se hallaban equipadas con el mismo aparato, que también fue utilizado en los frentes de Macedonia y Albania. El HD.1 fue considerado por los italianos como el mejor entre todos los cazas, incluso mejor que el SPAD S.XIII y se convirtió en el caza estándar de Italia - equipando a 16 de los 18 escuadrones operaciones a noviembre de 1918. En una fecha tan tardía como 1925 la Regia Aeronautica italiana todavía disponía de seis squadriglie de caccia de primera línea equipadas con los veteranos biplanos HD.1.
En Francia, un pequeño número de una variante del HD.1 propulsada por un motor Clerget de 130 cv entró en servicio con la Aviation Maritime. La mayoría de estos aparatos disponían de superficies verticales de cola modificadas. Fueron utilizados en la defensa de la base aeronaval de Dunkerque , y a finales de 1918 uno de ellos fue utilizado desde una plataforma emplazada sobre una torre artillera del acorazado Paris .
Después de la guerra la Fuerza Aérea Suiza usó el HD.1; diez fueron construidos (o posiblemente modificados/convertidos) por la Fábrica Naval de Aviones de EE. UU. Las máquinas de la Armada de los Estados Unidos fueron usadas principalmente como avión de entrenamiento, a pesar de que estuvieron envueltos en experimentos con plataformas de lanzamiento de aviones sobre buques de guerra; podían ser configuradas con dos ametralladoras, y al menos un ejemplar fue dotado con flotadores del tipo desarrollado para la Marina Real británica.
Después de la PGM algunos ejemplares fueron usados en Sudamérica por los aviadores pioneros.

## Países operadores
- Bélgica
- Ecuador
- Francia
- Italia
- Paraguay
- Suiza
- Estados Unidos
- Venezuela

## Especificaciones técnicas (HD.1)

### Características generales
- Tripulación: 1
- Longitud: 5,9 m (19,2 ft)
- Envergadura: 8,7 m (28,5 ft)
- Altura: 2,9 m (9,6 ft)
- Superficie alar: 18 m² (193,8 ft²)
- Peso vacío: 407 kg (897 lb)
- Peso cargado: 605 kg (1333,4 lb)
- Peso máximo al despegue: 653 kg (1439,2 lb)
- Planta motriz: 1× Motor rotativo Le Rhône 9J.
  - Potencia: 81 kW (112 HP; 110 CV)

### Rendimiento
- Velocidad máxima operativa (Vno): 184 km/h (114 MPH; 99 kt)
- Alcance: 550 km (297 nmi; 342 mi)
- Techo de vuelo: 6400 m (20 997 ft)
- Régimen de ascenso: 6,5 m/s (1285 ft/min)

### Armamento
- Ametralladoras: 2× Ametralladoras Vickers o Lewis (7.7 mm)